# Velika Kopanica
Velika Kopanica es un municipio de Croacia en el condado de Brod-Posavina.

## Geografía
Se encuentra a una altitud de 86 m s. n. m. a 225 km de la capital nacional, Zagreb.

## Demografía
En el censo 2011 el total de población del municipio fue de 3 308 habitantes, distribuidos en las siguientes localidades:
- Beravci - 815
- Divoševci - 296
- Kupina - 269
- Mala Kopanica - 166
- Velika Kopanica- 1 762

| Gráfica de población de Velika Kopanica 1857-2011                   |
|                                                                     |
| Según los censos de población de la oficina estadística de Croacia. |